# Distrikt Omia
Der Distrikt Omia liegt in der Provinz Rodríguez de Mendoza in der Region Amazonas in Nord-Peru. Der Distrikt wurde am 5. Februar 1875 gegründet. Er besitzt eine Fläche von 225 km². Beim Zensus 2017 wurden 9458 Einwohner gezählt. Im Jahr 1993 lag die Einwohnerzahl bei 3584, im Jahr 2007 bei 7053. Sitz der Distriktverwaltung ist die etwa 1370 m hoch gelegene Ortschaft Omia mit 583 Einwohnern (Stand 2017). Omia befindet sich 12,5 km südöstlich der Provinzhauptstadt Mendoza.

## Geographische Lage
Der Distrikt Omia befindet sich in den östlichen Ausläufern der peruanischen Zentralkordillere im Osten der Provinz Rodríguez de Mendoza. Er liegt an den beiden Quellflüssen des Río Guambo – Río San Antonio und Río Jebil.
Der Distrikt Omia grenzt im Süden und im Südwesten an die Distrikte Chirimoto, Milpuc und Santa Rosa, im Westen an den Distrikt San Nicolás, im Norden an den Distrikt Vista Alegre, im Nordosten an den Distrikt Alto Saposoa (Provinz Huallaga) sowie im Osten an den Distrikt Huicungo (Provinz Mariscal Cáceres).

## Ortschaften
Neben dem Hauptort gibt es im Distrikt folgende größere Ortschaften:
- Aliso
- Gebil
- Tuemal